# Liste der Monuments historiques in Minihy-Tréguier
Die Liste der Monuments historiques in Minihy-Tréguier führt die Monuments historiques in der französischen Gemeinde Minihy-Tréguier auf.

## Liste der Bauwerke
| Bezeichnung         | Beschreibung | Standort | Kennzeichnung | Schutzstatus | Datum | Bild           |
| ------------------- | ------------ | -------- | ------------- | ------------ | ----- | -------------- |
| Manoir de Mézaubran | Herrenhaus   | (Lage)   | PA00089333    | Inscrit      | 1926  |                |
| Kirche St-Yves      |              | (Lage)   | PA00089332    | Classé       | 1923  | weitere Bilder |
| Aquädukt            |              | (Lage)   | PA00089331    | Inscrit      | 1931  | weitere Bilder |

## Liste der Objekte

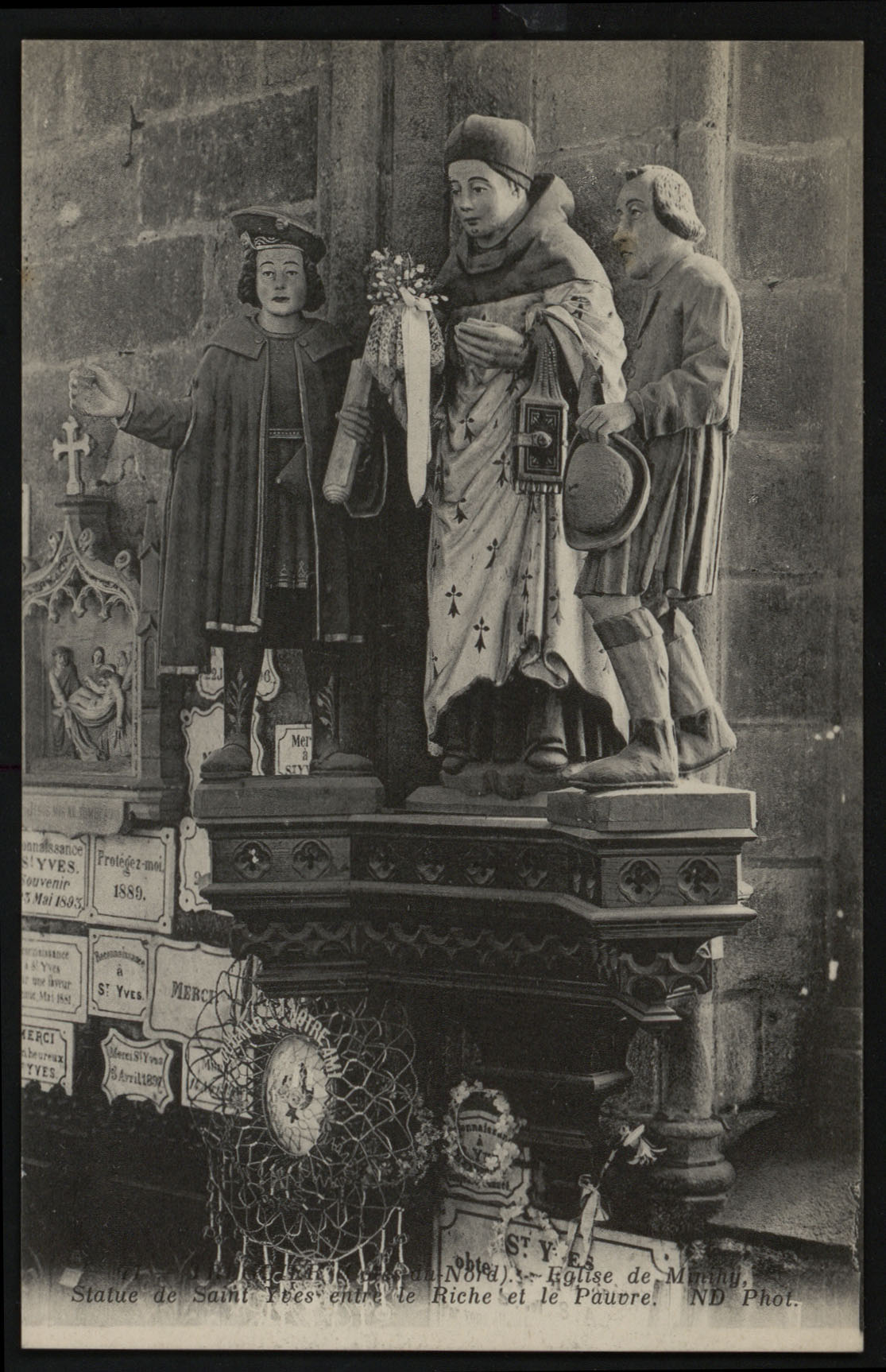
Skulpturengruppe Der heilige Yves zwischen dem Reichen und dem Armen (16. Jahrhundert) in der Kirche St-Yves

- Monuments historiques (Objekte) in Minihy-Tréguier in der Base Palissy des französischen Kultusministeriums